# Pselaphochernes turcicus
Espèce
Pselaphochernes turcicus est une espèce de pseudoscorpions de la famille des Chernetidae.

## Distribution
Cette espèce est endémique de la province de Konya en Turquie. Elle se rencontre vers Gaybi.

## Description
La femelle holotype mesure 2 mm.

## Étymologie
Son nom d'espèce lui a été donné en référence au lieu de sa découverte, la Turquie.

## Publication originale
- Beier, 1967 : Ergebnisse zoologischer Sammelreisen in der Türkei. Annalen des Naturhistorischen Museums in Wien, vol. 70, p. 301-323 (texte intégral).